# Fojado
Fojado(llamada oficialmente Santa María de Foxado) es una parroquia española del municipio de Curtis, en la provincia de La Coruña, Galicia.

## Otras denominaciones
La parroquia también es conocida por el nombre de Santa María de Foxados.

## Entidades de población
Entidades de población que forman parte de la parroquia:
- Abeledo
- Graña (A Graña)
- Edrada (A Hedrada)
- Labrada (A Labrada)
- Muradela (Muradela)
- Pedreira (A Pedreira)
- Vila de Castro (A Vila de Castro)
- Cartas
- Estraviz
- Iglesia (Foxado)
- Mandeo
- Montouto
- Castelo (O Castelo)
- Castiñeiros (Os Castiñeiros)
- Castro (O Castro)
- Valiño (O Valiño)
- Paradela
- Piedraporral (Pedraporral)
- Pontavila
- Portecelo
- Portofojado (Portofoxado)
- Recareo
- Remourán
- Samel
- San Cristóbal (San Cristovo)
- Sancibrá (San Cibrá)
- Vilar
- Vilariño
- Zapatería

## Despoblados
Despoblados que forman parte de la parroquia:
- Bouza de Mouros
- Fontabrea

## Demografía
| Gráfica de evolución demográfica de Fojado entre 2000 y 2019 |
|                                                              |
| Datos según el nomenclátor publicado por el INE.             |